# Diethard Klatte
Diethard Klatte (* 18. Dezember 1950 in Berlin) ist ein deutscher Mathematiker und Hochschullehrer.

## Leben

### Studium und Promotion
Von 1969 bis 1973 studierte Klatte Mathematik an der Humboldt-Universität zu Berlin.
Sein Studium schloss er 1974 als Diplom-Mathematiker ab.
In den Jahren von 1973 bis 1976 absolvierte er ein Forschungsstudium bei Jürgen Guddat und František Nožička.
1977 promovierte er zum Dr. rer. nat. an der Humboldt-Universität zu Berlin bei František Nožička.
Seine Dissertation hatte das Thema Untersuchungen zur lokalen Stabilität konvexer parametrischer Optimierungsaufgaben.

### Berufstätigkeit
Von 1976 bis 1980 arbeitete Klatte als wissenschaftlicher Assistent und von 1980 bis 1982 als Aspirant auf eine Habilitation.
Klatte habilitierte sich 1984 mit einer Arbeit zum Thema Beiträge zur Stabilitätsanalyse nichtlinearer Optimierungsprobleme.
Von 1982 bis 1985 war er Senior Assistant und Dozent.
1985 wechselte Klatte von der Humboldt-Universität an die Pädagogische Hochschule Halle.
Dort war er von 1985 bis 1987 Dozent für Analysis und von 1987 bis 1992 Professor für Optimierung.
1992 ging Klatte an die Universität Zürich.
Hier war er zunächst Privatdozent.
1994 erwarb er die Venia legendi in Operations Research der Universität Zürich.
Von 1995 bis 2007 war er assoziierter Professor für Mathematik für Wirtschaftswissenschaftler und schließlich ab 2007 ordentlicher Professor ad personam für Mathematik für Wirtschaftswissenschaftler.
Am 1. Februar 2016 wurde Klatte emeritiert.

### Forschungsaufenthalte
Nach seiner Promotion hielt sich Klatte zu weiteren Studien von 1978 bis 1979 an der Staatlichen Universität Sankt Petersburg auf.
Im Jahr 1983 nahm er am Young Scientists Summer Program des Internationalen Instituts für angewandte Systemanalyse (IIASA) in Laxenburg, Niederösterreich teil.

## Forschungsschwerpunkte
Klattes Interessen liegen in der Erforschung der Parametrischen Optimierung, der Konvexen Optimierung und der Sensitivitätsanalyse.
Er forscht auf dem Gebiet der Newton-Verfahren und der Strafverfahren zur Lösung von Gleichungen mit Nebenbedingungen.
Im Zusammenhang damit beschäftigt er sich mit Iterationsoptimierung, Robuster Optimierung, Programmen mit Cone Constraints und den Fehlergrenzen dieser Lösungsverfahren.

## Mitgliedschaften, Rezensionen
Klatte ist Mitglied der Mathematical Optimization Society (MOS), der Society for Industrial and Applied Mathematics (SIAM), der Fachgruppe Optimierung (SIGOPT) der Deutschen Mathematiker-Vereinigung (DMV), der Gesellschaft für Operations Research (GOR) und der Schweizerischen Vereinigung für Operations Research (SVOR).
Er schreibt Rezensionen und Peer-Reviews für verschiedene Zeitschriften wie z. B. für Journal of Optimization Theory and Applications, für SIAM Journal on Optimization, für Mathematics of Operations Research, sowie für Fachbücher einiger Verlage wie z. B. Springer, Kluwer, Teubner, Birkhäuser, Wiley, Elsevier und wird zur Beurteilung von Dissertationen, Habilitationen und Berufungen herangezogen.
Außerdem arbeitet Klatte als Gutachter für die Deutsche Forschungsgemeinschaft (DFG) und die National Science Foundation (NSF).

## Veröffentlichungen

### Als Autor (Auswahl)
- Diethard Klatte, Bernd Kummer: Approximations and generalized Newton methods, 2018, Math. Program. 168(1–2), S. 673–716
- Bernd Bank, Jürgen Guddat, Diethard Klatte, Bernd Kummer, and Klaus Tammer: Non-Linear Parametric Optimization, Mathematische Lehrbücher und Monographien, II. Abteilung: Mathematische Monographien, Band 58. Akademie-Verlag, Berlin, 1982. Auch erschienen bei Birkhäuser, Basel-Boston, 1983. Birkhäuser, Softcover reprint of the original 1st ed. 1983, 11. April 2014, ISBN 3-0348-6330-6, ISBN 978-3-0348-6330-8
- Diethard Klatte, Bernd Kummer: On Calmness of the Argmin Mapping in Parametric Optimization Problems, 2015, J. Optimization Theory and Applications 165(3), S. 708–719
- Diethard Klatte, Bernd Kummer: Aubin property and uniqueness of solutions in cone constrained optimization, 2013, Math. Meth. of OR 77(3), S. 291–304
- Stephan Bütikofer, Diethard Klatte, Bernd Kummer: On second-order Taylor expansion of critical values, 2010, Kybernetika 46(3), S. 472–487
- Diethard Klatte, Bernd Kummer: Optimization methods and stability of inclusions in Banach spaces, 2009, Math. Program. 117(1–2), S. 305–330
- Christian Grossmann, Diethard Klatte, Bernd Kummer: Convergence of primal-dual solutions for the nonconvex log-barrier method without LICQ, 2004, Kybernetika 40(5), S. 571–584
- Diethard Klatte, Bernd Kummer: Nonsmooth Equations in Optimization: Regularity, Calculus, Methods and Applications (Nonconvex Optimization and Its Applications Book 60), Springer, 31. Mai 2002, ISBN 1402005504.
- Diethard Klatte, Bernd Kummer: Strong stability in nonlinear programming revisited, 1999, J. Australian Mathem. Soc. Ser. B 40, S. 336–352.

### Als Herausgeber (Auswahl)
- Diethard Klatte (Herausgeber), Hans-Jakob Lüthi (Herausgeber), Karl Schmedders  (Hrsg.): Operations Research Proceedings 2011: Selected Papers of the International Conference on Operations Research (OR 2011), August 30 – September 2, 2011, Zurich, Switzerland, Springer, 2012, ISBN 978-3-642-29209-5.
- D. Ward, D. Klatte, and J. Rückmann, editors: Optimization with Data Perturbations II. Annals of Operations Research, Volume 101. Kluwer, 2001.
- D. Klatte (co-editor). Advances in Mathematical Optimization (J. Guddat et al., editors). Akademie-Verlag, Berlin, 1988.